# Micronoemia gerlachi
Micronoemia gerlachi är en skalbaggsart som beskrevs av Antonio Vives 2007. Micronoemia gerlachi ingår i släktet Micronoemia och familjen långhorningar.
Artens utbredningsområde är Seychellerna. Inga underarter finns listade i Catalogue of Life.